# Emma Edwards
Emma Jane Edwards (nacida en 1971 en Portsmouth, Inglaterra, Reino Unido) es una profesora y política de origen británico de las Islas Malvinas, quien se desempeñó como miembro de la Asamblea Legislativa por la circunscripción de Puerto Argentino/Stanley de su elección en 2009 hasta que renunció en 2011. Ella es la hija mayor de otro miembro de la asamblea, Roger Edwards.
Edwards nació en Inglaterra, siendo hija de una malvinense (Norma) y del político y militar Roger Edwards. Ella fue por primera vez a las Malvinas en la edad de dos años cuando su padre estaba destinado a bordo del HMS Endurance. Edwards fue educada en la capital isleña, pero en 1988 se mudó a Winchester pen 1995 se graduó de la Universidad Queen’s de Belfast con una licenciatura en geología.
Después de trabajar durante algunos años como geólogo junior para el Gobierno de las Islas Malvinas, Edwards fue a la Universidad de Aberdeen en 1998 donde obtuvo una Maestría en Geología del Petróleo. Luego trabajó para la Corporación para el Desarrollo de las Islas Malvinas y Cable & Wireless, antes de regresar al Reino Unido en 2004, donde ella fue a la Universidad de Exeter a prepararse como profesora.
En noviembre de 2009 fue elegida miembro de la Asamblea Legislativa por Puerto Stanley, y en junio de 2010 representó a las Malvinas en la reunión anual del Comité de Descolonización de las Naciones Unidas en Nueva York.
Edwards también trabajó en la Real Policía de las Islas Malvinas y sus carteras como miembro de la asamblea incluyeron Turismo, Minerales, Vivienda y Medio Ambiente y Patrimonio. Ella anunció su renuncia a la Asamblea Legislativa en 2011, a raíz de su decisión de dejar las Malvinas. Su escaño vacante fue llenado en una elección parcial el 15 de diciembre de 2011, siendo ganado por Barry Elsby.
En las elecciones generales de 2021, Edwards postuló nuevamente a la Asamblea por la circunscripción de Stanley, sin resultar electa.